# Atsugi, Kanagawa
Atsugi (tiếng Nhật: 厚木市) là một thành phố đô thị loại đặc biệt thuộc tỉnh Kanagawa của Nhật Bản.
Thành phố rộng 93,83 km², ở vị trí gần như trung tâm tỉnh, và có 226.174 dân (ước ngày 1/8/2008).